# 左翼自由意志主义
左翼自由意志主义（Left-libertarianism）是一种强调个人自由与社会平等的政治哲学和自由意志主义流派。左翼自由意志主义代表着一系列相互关联但又各自独立的政治和社会理论取向。其传统意义上的使用，指的是反威权的左翼政治形式，如无政府主义，尤其是社会无政府主义。
虽然在美国，自由意志主义通常被视为右翼自由意志主义的同义词，但在欧洲，左翼自由意志主义则是自由意志主义的主要形式。在美国，左翼自由意志主义这一术语用于指称美国自由意志主义运动中的左翼，包括与学者希勒尔·施泰纳、菲利普·范·帕里斯和彼得·瓦伦泰恩有关的政治立场，他们将“自我所有权”与对自然资源的平等主义理念相结合。尽管在美国，自由意志主义已逐渐与古典自由主义和小政府主义相联系，并以右翼自由意志主义更为人所知，但在此之前，“自由意志主义”这一政治术语在政治语境中一直专指反资本主义、自由意志社会主义和社会无政府主义；在世界大多数地区，这种联系至今仍是主流。
尽管所有自由意志主义者都以个人自主为出发点，并据此主张公民自由以及减少甚至废除国家权力，但左翼自由意志主义包括了那些主张地球自然资源应以平等主义方式属于全体人类的自由意志理念，这些资源要么视为无主之物，要么被集体所有。与其他自由意志主义流派一样，左翼自由意志主义在对国家的看法上也呈现从小政府主义（主张去中心化和有限政府）到无政府主义（主张彻底废除国家）的广泛光谱。